# 蒙正
蒙正，是臺灣臺南市大內區的一個傳統地域名稱，位於該區南部西側。相較於今日行政區，其範圍大致包括內江里東南半部、內郭里南端，以及山上區的玉峯里西北部部分地區。
本地區境內主要聚落為蒙正。

## 歷史
台灣日治初期，蒙正地區為一街庄，稱為「蒙正庄」（舊制街庄），隸屬於新化東里。該庄昔日西北、北及東北隔與內庄為鄰，東南邊及西南邊隔曾文溪分別與牛稠埔庄、山仔頂庄為界。
1901年（日治明治三十四年）11月11日，全台廢縣廳改設二十廳，該庄隸屬於臺南廳。1903年（明治三十六年）9月1日，該庄編入「新化里東區」，隸屬於臺南廳。1909年（明治四十二年）10月25日，全台合併二十廳為十二廳，新化里東區仍隸屬於臺南廳。1913年（大正二年）11月4日，善化里東堡、善化里西堡、新化東里轄區調整，該庄改隸屬於善化里東堡。1920年（大正九年）10月1日，全台地方制度大改正，廢十二廳改設五州二廳，該庄改制為「蒙正」大字，隸屬於臺南州曾文郡大內庄（新制街庄）。
戰後大內庄改制為大內鄉，隸屬於臺南縣，大字亦改制為村。1950年（民國39年）10月25日，雲、嘉、南分治，大內鄉仍隸屬於臺南縣。2010年（民國99年）12月25日，臺南縣、市合併為直轄臺南市，大內鄉改制為大內區，村亦改制為里。

## 聚落
本地區發展較早的聚落為蒙正，在日治期初期的官方地圖上已有記載。

## 交通
區道南181線是渡仔頭至蒙正的道路，其南側端點（終點）位於本地區主聚落東側，由此向西轉西北可經過主聚落。